# Viborg (stacja kolejowa)
Viborg - stacja kolejowa w Viborg, w Danii. Znajduje się tu 1 peron.